# روب سلوتيماكير
روب سلوتيماكير (بالهولندية: Rob Slotemaker) مواليد 13 يونيو 1929 في جاكرتا، الهند الشرقية الهولندية، كان سائق فورملا 1 هولندي سابق بدأ مسيرته الاحترافية سنة 1962. كان أول سباق له هو جائزة هولندا الكبرى 1962.

## سباقات شارك فيها
- لو مان 24 ساعة
- بطولة العالم للسيارات الرياضية

## روابط خارجية
- روب سلوتيماكير على موقع eWRC-results.com (الإنجليزية)